# Simão de Montfort, 6.º Conde de Leicester
Simão de Montfort (23 de maio de 1208 - 4 de agosto de 1265), 6.º  conde de Leicester e conde de Chester, foi um nobre franco-inglês e notável líder da oposição baronesa ao rei Henrique III da Inglaterra.
Após rebelião de 1263 e 1264, de Montfort se tornou de facto governante da Inglaterra e convocou a primeira eleição direta parlamentar na Europa medieval. Por essa razão, de Montfort é conhecido hoje como um dos progenitores do moderno parlamentarismo. Em 1265, ele foi derrotado e morto pelo príncipe Eduardo, filho de Henrique III da Inglaterra na Batalha de Evesham.